# باري كوربن
باري كوربن (بالإنجليزية: Barry Corbin)‏ مواليد 16 أكتوبر 1940 في لاميسا، تكساس، الولايات المتحدة، هو ممثل أمريكي بدأ مسيرته الفنية سنة 1960. درس في جامعة تكساس التقنية.

## الأعمال

### مسلسلات
- دالاس
- تل الشجرة الواحدة
- ماتلوك
- الحياة مع لوي
- جوال تكساس ووكر
- كولمبو
- كينغ أوف ذا هيل
- سايك
- ذا درو كاري شو
- الوحدة
- العائلة الحديثة
- عرض لوني تونز
- المزرعة

## روابط خارجية
- باري كوربن على موقع IMDb (الإنجليزية)
- باري كوربن على موقع قاعدة بيانات الأفلام العربية
- باري كوربن على موقع ألو سيني (الفرنسية)
- باري كوربن على موقع تيرنر كلاسيك موفيز (الإنجليزية)
- باري كوربن على موقع أول موفي (الإنجليزية)
- باري كوربن على موقع قاعدة بيانات الأفلام السويدية (السويدية)
- باري كوربن على موقع إن إن دي بي (الإنجليزية)
- باري كوربن على موقع قاعدة بيانات الفيلم (الإنجليزية)
- باري كوربن على موقع كينوبويسك (الروسية)